# Epiclerus dlabolai
Epiclerus dlabolai is een vliesvleugelig insect uit de familie Tetracampidae. De wetenschappelijke naam is voor het eerst geldig gepubliceerd in 1958 door Boucek.